# Taraxacum tortilobum
Taraxacum tortilobum là một loài thực vật có hoa trong họ Cúc. Loài này được Florstr. miêu tả khoa học đầu tiên năm 1914.